# Метрополис (DC Comics)
Метро́полис — вымышленный город, который появляется в комиксах, опубликованных DC Comics, и является городом, в котором живёт Супермен. Название «Метрополис» впервые появляется в Action Comics # 16 (сентябрь 1939).
В DC Universe Метрополис изображается как один из самых крупных и богатых городов на Земле. Прототипами Метрополиса служат такие города, как Нью-Йорк, Чикаго, Кливленд, Детройт, Торонто, Ванкувер и Лос-Анджелес. Большинство заметных мест Метрополиса — скопированный Нью-Йорк. В будущем про Метрополис будет выпущен сериал.

## Местоположение
Как и во многих других вымышленных DC-городах, расположение Метрополиса варьируется во многих местах на протяжении многих лет. Метрополис, как правило, изображается главным городом Восточного побережья США, тем самым намекая на то, что он является эквивалентом Нью-Йорка во вселенной DC.

## География Метрополиса

### Краткое описание
Сам город напоминает в некоторых чертах Готэм-Сити, имеет развитую инфраструктуру, небоскрёбы, парки и крупный порт. Он является антиподом Готэма, так как не такой мрачный, не имеет обилия зданий в мрачном готическом стиле и обычно изображается светлым и активным мегаполисом, где события разворачиваются в основном днём, а не ночью, как в Готэме. По словам одного из первых авторов Бэтмена Денниса О’Нила, Метрополис — это «Нью-Йорк выше 14-й улицы, а Готэм — Нью-Йорк ниже 14-й улицы».

### Расположение Метрополиса иГотэма
Расположение городов относительно друг друга доподлинно неизвестно. Не ясно даже находятся ли они в одном штате или разных, но точно установлено, что оба города расположены на восточном побережье США. В разных источниках об этом дана противоречивая информация, например, по одним сведениям эти два города расположены на разных сторонах залива Делавэр, при этом Метрополис находится в Делавэре, а Готэм-Сити — в Нью-Джерси. По другим данным, эти города расположены достаточно близко друг от друга и принадлежат одному штату.

## Вне комиксов

### Игры
В Lego Batman 2: DC Superheroes Метрополис есть, но закрыт для свободной игры, но в нём проходит один из уровней игры.